# Яхьяга, Атифете
Атифете Яхьяга (алб. Atifete Jahjaga; серб. Atifete Jahjaga; 20 апреля 1975, Джяковица, СФРЮ) — четвёртый президент частично признанной Республики Косово. Первая в Европе женщина-президент страны с преимущественно мусульманским населением.

## Биография
Начальную и среднюю школу окончила в городе Приштина. После окончания школы поступила на юридический факультет университета Приштины. После окончания его в 2000 году продолжила обучение в английском университете Лестера — на курсе криминалистики и полицейского менеджмента.
В 2008 году, сразу после провозглашения независимости Косова, поступила на службу в местную полицию, куда набирали новые кадры. Атифете начинала с должности патрульного. Как специалист с двумя дипломами она быстро делала карьеру. Занимала должности помощника заместителя директора Полиции Косова, заместитель HR-директора, специальный помощник-референт заместителя комиссара административного отдела, руководитель учебного отдела. Вершиной полицейской карьеры стала должность заместителя руководителя полиции, в ранге генерал-майора, высшем среди женщин-военнослужащих в Юго-Восточной Европе.
7 апреля 2011 года по итогам состоявшегося в парламенте голосования Атифете Яхьяга избрана президентом Республики Косово — первым после провозглашения независимости страны.
Являлась самой  молодой женщиной из действовавших на тот момент руководителей государства в мире и самым молодым из руководителей государств в должности президента. Моложе неё только три мужчины: два монарха и глава республики .